# Law & Order (seizoen 13)
Dit artikel vat het dertiende seizoen van Law & Order samen.

## Hoofdrollen
- Jerry Orbach - hoofdrechercheur Lennie Briscoe
- Jesse L. Martin - rechercheur Ed Green
- S. Epatha Merkerson - inspecteur Anita Van Buren
- Sam Waterston - eerste hulpofficier van justitie Jack McCoy
- Elisabeth Röhm - hulpofficier van justitie Serena Southerlyn
- Fred Thompson - officier van justitie Arthur Branch

## Terugkerende rollen
- Andrea Navedo - rechercheur Ana Cordova
- Carolyn McCormick - dr. Elizabeth Olivet
- Leslie Hendrix - dr. Elizabeth Rodgers
- J.K. Simmons - dr. Emil Skoda
- David Lipman - rechter Morris Torledsky

## Afleveringen
| Aflevering | Titel          | Regisseur                      | Schrijver                         | Uitzenddatum     | Selectie gastrollen |
| --- | -------------- | ------------------------------ | --------------------------------- | ---------------- | --- |
| 1. | American Jihad | Constantine Makris             | Aaron Zelman Marc Guggenheim      | 2 oktober 2002   | Ali Reza - Anwar Mohammed Gordon MacDonald - Phil Gianni Richard Bekins - mr. Landon Merritt Wever - Jennifer Taylor Wil Horneff - Greg Landen / Mousah Salim Donna Hanover - rechter Deborah Burke                     |
| Een tiener, die een strenggelovige moslim is geworden, is de belangrijkste verdachte in een dubbele moordzaak. Nadat hij voor de rechter gedaagd wordt, gaat hij zijn eigen verdediging voeren en verklaart dat hij een slachtoffer is van een anti-moslimsamenzwering. |                |                                |                                   |                  | |
| 2. | Shangri-La     | Constantine Makris             | Michael S. Chernuchin             | 9 oktober 2002   | Stephi Lineburg - Fiona Reid / Marguerite Sampson / Lorelei Savage Rob Campbell - Gary Bergan Hallie Foote - Margaret Chapman Susan Floyd - Jessica Sheets Bruce Nozick - Stanley Matson                                |
| Wanneer een lerares Engels wordt vermoord op een middelbare school, gaan Green en Briscoe op onderzoek uit. Zij ontdekken een driehoeksverhouding waaronder een studente en een leraar. Beiden worden verdachte voor de moord. McCoy ontdekt dat de studente niet zestien, maar zesentwintig jaar oud is. |                |                                |                                   |                  | |
| 3. | True Crime     | Martha Mitchell                | Wendy Battles Noah Baylin         | 16 oktober 2002  | Tony Lo Bianco - Mike Foster David Thornton - Jeremy Cook Stivi Paskoski - Travis Jones Kellie Overbey - Rain Bridgeman Josh Pais - medisch onderzoeker Borak Susan Blommaert - rechter Rebecca Steinman                |
| wanneer een zangeres van een rockband dood gevonden wordt, gaan Green en Briscoe op onderzoek uit. Er wordt ontdekt dat de zangeres een hoge dosis cocaïne en heroïne in haar lichaam had. De rechercheurs ondervragen een eerdere vriend van het slachtoffer die ruzie had met de man van het slachtoffer. McCoy wordt belemmerd in zijn werk door een schrijver van detectiveverhalen. Deze werkte jaren geleden aan een verhaal met Briscoe en zijn onconventionele methodes maken hem ook een verdachte. |                |                                |                                   |                  | |
| 4. | Tragedy on Rye | David Platt                    | William N. Fordes                 | 30 oktober 2002  | Tim Ransom - Andrew Maynard Beth Dixon - mrs. Dolan Omar Scroggins - Matt Carton Jerry Grayson - mr. Halprin |
| Wanneer een actrice wordt vermoord, gaan Green en Briscoe op onderzoek uit. Op het eerste gezicht lijkt het op een roofmoord te gaan, dit omdat een toerist aan het filmen was bij de woning van het slachtoffer en op de film is te zien dat drie verdachten spullen in hun auto aan het laden zijn, die uit haar woning komen. Deze verdachten worden aangeklaagd voor moord en tot grote verrassing van McCoy en Southerlyn wil Branch de doodstraf tegen hen eisen. |                |                                |                                   |                  | |
| 5. | The Ring       | Richard Dobbs                  | Michael S. Chernuchin             | 6 november 2002  | Thomas McCarthy - Donald Housman Patrick Breen - Kevin Hobart Stevie Ray Dallimore - Bradley Hagen Greer Goodman - Caitlin Birch Annie Meisels - Molly Lucy Deakins - Leah Stanton                                      |
| Wanneer een lichaam wordt gevonden in Hell's Kitchen gaan Green en Briscoe op onderzoek uit. Op het lichaam vinden zij een ring ter waarde van $ 40,000, dit leidt hen terug naar de aanslagen op 11 september 2001 omdat het slachtoffer als slachtoffer is opgegeven tijdens deze aanslagen op de World Trade Center. Verder onderzoek leidt hen naar een verloofde en een geliefde, en het feit dat de aanslagen een perfecte dekmantel was voor een moord in de nacht voor 11 september. |                |                                |                                   |                  | |
| 6. | Hitman         | Richard Dobbs                  | Eric Overmyer                     | 13 november 2002 | Gretchen Egolf - Sherri Rosatti Rocco Sisto - Jamie Astangura Tony Darrow - Bobby 'Bobby Vig' Vignerelli Michael B. Silver - Raymond Berman Arthur J. Nascarella - Jerry Malick Stephen Henderson - rechter Marc Kramer |
| Wanneer een aannemer in executiestijl wordt vermoord, gaan Green en Briscoe op onderzoek uit. Zij vermoeden dat de moord is gepleegd door een huurmoordenaar en zoeken de verdachte tussen de mogelijke vijanden van het slachtoffer, maar zij eindigen bij zijn vrouw en haar vriend die de huurmoordenaar zouden hebben ingehuurd. Als zij de eventuele verdachten verder onderzoeken leidt het bewijs McCoy naar een samenzweerder die niemand had verwacht. |                |                                |                                   |                  | |
| 7. | Open Season    | Matthew Penn                   | Richard Sweren                    | 20 november 2002 | Tovah Feldshuh - Danielle Melnick Graham Winton - Kevin Wilson Garret Dillahunt - Julian Preuss Chris Diamantopoulos - Chris Wilson Michael Mulheren - rechter Harrison Taylor                                          |
| Wanneer een advocaat, die net een moordenaar van een politieagent heeft vrij gekregen, wordt neergeschoten gaan Green en Briscoe op onderzoek uit. Zij beginnen met het onderzoek tussen de collega’s van de vermoorde politieagent en dan zijn broer. Dan leidt het spoor naar een rechtse groepering die landelijk actief is. Ook bestaat het vermoeden dat er meer levens van advocaten op het spel staan. |                |                                |                                   |                  | |
| 8. | Asterisk       | Steve Shill                    | Terri Kopp                        | 27 november 2002 | JeJay O. Sanders - Alan Fenwick Josh Stamberg - Martin Stanley Bill Dawes - David Arkuss Reynaldo Rosales - Kevin Seleeby Peter McRobbie - rechter Walter Bradley                                                       |
| Wanneer een limousinechauffeur wordt vermoord, gaan Green en Briscoe op onderzoek uit. Zij ontdekken dat een beroemde basketbalspeler regelmatig illegale anabole steroïde afnam van de chauffeur. Verder onderzoek wijst uit dat chantage het motief was voor de moord. |                |                                |                                   |                  | |
| 9. | The Wheel      | Richard Dobbs                  | Jill Goldsmith                    | 11 december 2002 | Chris Sarandon - Howard Pincham Tzi Ma - Li Chen Grant Chang - Akai Yuen Ken Leung - Tommy Wong Lianna Pai - Wendy Quan Kate Rigg - Sally Xiao                                                                          |
| Wanneer een verbrand lichaam van een Aziatisch meisje gevonden wordt bij de Chinese ambassade, gaan Green en Briscoe op onderzoek uit. Zij denken eerst dat het slachtoffer zichzelf in brand heeft gestoken voor een politiek statement. Verder onderzoek wijst uit dat zij vermoord is voordat zij in brand is gestoken. Al snel vinden de rechercheurs zichzelf in een religieus conflict met de ambassadeur als hoofdverdachte. Deze heeft een oude vriend van Branch als advocaat. |                |                                |                                   |                  | |
| 10. | Mother's Day   | Jace Alexander                 | Janis Diamond                     | 8 januari 2003   | Ellen McLaughlin - Diane Payton Janet Zarish - Caroline Milius Charissa Chamorro - Kay Hartley Martin Kildare - Ronald Milius Lynn Cohen - rechter Elizabeth Mizener                                                    |
| Wanneer een populaire studente wordt vermoord, door een aanrijding met een auto, gaan Green en Briscoe op onderzoek uit. Zij ontdekken dat de vader van de studente het eigenlijk doelwit was. Als het bewijs uitwijst dat de dood misschien willekeurig was kunnen zij een verdachte lokaliseren in zijn woning. Het wordt gecompliceerd als hun verdachte ook wordt vermoord en dit is waarschijnlijk gedaan door de moeder van de verdachte. |                |                                |                                   |                  | |
| 11. | Chosen         | Ed Sherin                      | Michael S. Chernuchin             | 15 januari 2003  | Peter Jacobson - Randolph J. 'Randy' Dworkin John Rothman - Steven Strelzik Jamie Goodwin - George Ashman John Cariani - Julian Beck Emily Wing - Betsy                                                                 |
| Wanneer een bookmaker voor cliënten met hoge klasse wordt vermoord, gaan Green en Briscoe op onderzoek uit. Zij arresteren zijn partner als verdachte voor de moord. McCoy brengt hem voor de rechter. Zijn advocaat voert een ongebruikelijke verdediging, zodat de rechtszaak in een politiek statement overgaat. |                |                                |                                   |                  | |
| 12. | Under God      | Gloria Muzio                   | Marc Guggenheim Noah Baylin       | 5 februari 2003  | Denis O'Hare - pastoor Hogan Bruce MacVittie - Bill Parker Dick Latessa - bisschop Durning Peter Frechette - Jim Wheeler                                                                                                |
| Wanneer een drugsdealer wordt vermoord, gaan Green en Briscoe op onderzoek uit. Zij verdenken een vader van een zoon die dood is gegaan aan drugs. Briscoe die zijn dochter ook heeft verloren aan de drugs, heeft medeleven met de verdachte. Voordat de rechercheurs bewijzen kan vinden komt zijn priester met een bekentenis. Hij verklaart dat hij de moord heeft gepleegd in opdracht van God. |                |                                |                                   |                  | |
| 13. | Absentia       | Martha Mitchell Darnell Martin | Eric Overmyer                     | 12 februari 2003 | Mandy Patinkin - Levi 'The Griffin' March / Glenn Fordyce David Chandler - Marvin Silverman Andrew McCarthy - Finnerty Peter Appel - Krakow Jordan Charney - rechter Donald Karan                                       |
| Wanneer een overval plaatsvindt op een juwelier, waarbij de eigenaar wordt doodgeschoten, gaan Green en Briscoe op onderzoek uit. Bij de overval werd ook een getuige neergeschoten die het overleefde. Hij moest wel opgenomen worden in het ziekenhuis. Als McCoy hem wil oproepen als getuige in de rechtszaak, komt hij erachter dat de getuige is gevlucht en niet meer te vinden is. Na onderzoek komen zij erachter dat de getuige twintig jaar geleden zijn vriendin heeft vermoord en sindsdien op de vlucht is voor de justitie. McCoy en de rechercheurs zetten nu alles op alles om hem op te sporen. Dit leidt hen naar Canada, waar zij hem vinden. |                |                                |                                   |                  | |
| 14. | Star Crossed   | David Platt                    | Richard Sweren                    | 19 februari 2003 | Vanessa Ferlito - Tina Montoya Chandler Parker - Robbie Delgado Peter Gerety - Dean Connors Matthew Rauch - Darren Tarlow Merwin Goldsmith - rechter Ian Feist                                                          |
| Wanneer een luxe sportautodealer wordt vermoord, gaan Green en Briscoe op onderzoek uit. Hun onderzoek leidt hen naar een man met een IQ van tachtig en zijn mooie vriendin. De man bekent dat hij de moord heeft gepleegd. Southerlyn vermoedt dat hij dit heeft gedaan onder invloed van zijn manipulatieve vriendin. |                |                                |                                   |                  | |
| 15. | Bitch          | Constantine Makris             | Michael S. Chernuchin Roz Weinman | 26 februari 2003 | Lucie Arnaz - Jackie Scott Melissa Errico - Lindsay Tucker Maria Tucci - Helen Brolin Fred Grandy - Neil Skinner |
| Wanneer een effectenhandelaar wordt vermoord, gaan Green en Briscoe op onderzoek uit. Het onderzoek leidt hen naar de vriendin van de handelaar met een moeder die als zakenvrouw een cosmetisch bedrijf heeft. Zij is tevens al lang bevriend met Branch. Niets houdt de moeder tegen om haar bedrijf te beschermen tegen de aanklacht voor moord. Haar verdediging berust op psychische problemen door het gebruik van een hormoonbehandeling. |                |                                |                                   |                  | |
| 16. | Suicide Box    | Matthew Penn                   | Aaron Zelman                      | 26 maart 2003    | Gregory Hines - Carl Halpert Oni Faida Lampley - Janet Thomas Lisa Eichhorn - Gail Berardi Ato Essandoh - Jason Hendri Chad Tucker - Stevie Thomas                                                                      |
| Wanneer een politieagent wordt doodgeschoten, gaan Green en Briscoe op onderzoek uit. Zij komen uit bij een Afro-Amerikaanse tiener die uit wraak handelde, dit omdat de dood van zijn broer niet werd onderzocht door de politie. De verdachte wordt verdedigd in de rechtbank door een mediabewuste advocaat. Ondertussen heropenen de rechercheurs de zaak van de dood van de broer, dit brengt spanningen naar boven tussen blank en zwart. |                |                                |                                   |                  | |
| 17. | Genius         | Jace Alexander                 | William N. Fordes                 | 2 april 2003     | Stanley Anderson - Nelson Lambert Sônia Braga - Helen David Wike - Clay Warner Saul Rubinek - Ira Simpkis |
| Wanneer een taxichauffeur wordt vermoord, gaan Green en Briscoe op onderzoek uit. Zij komen uit bij een beroemd auteur en zijn protegé, een voormalig wonderkind. McCoy krijgt een verrassing te verwerken als hij de auteur voor het gerecht wil brengen, hij wil de doodstraf krijgen. |                |                                |                                   |                  | |
| 18. | Maritime       | Gloria Muzio                   | Wendy Battles                     | 17 april 2003    | John Doman - Howard Ridgeway Craig Walker - Sean Ridgeway Lizbeth MacKay - Miriam Ridgeway Tom Mason - Matt Wolchesky                                                                                                   |
| Nadat een lichaam van een vrouw wordt gevonden in de East River gaan Green en Briscoe op onderzoek uit, en verdenken al snel een voormalige quarterback en zijn agent. Alleen er is een probleem, deze twee worden vermist na een feest op een boot en er wordt verondersteld dat zij dood zijn. |                |                                |                                   |                  | |
| 19. | Seer           | James Quinn                    | Jill Goldsmith                    | 23 april 2003    | Robert Stanton - Tim Grayson Robin Weigert - Leanne Parks Blair Brown - Virginia Masters Richard Hirschfeld - Brody |
| Wanneer een vrouw wordt vermoord bij een seksclub gaan Green en Briscoe op onderzoek uit. Als zij een verdachte vinden dan verklaart deze dat hij een getuige was van de moord via een visioen. Nu moeten zij uitvinden of hij echt een psychische gave heeft of gewoon een stalker is. |                |                                |                                   |                  | |
| 20. | Kid Pro Quo    | David Platt                    | Eric Overmyer Roz Weinman         | 30 april 2003    | Jeffrey DeMunn - Norman Rothenberg John E. Cariani - Julian Beck Megan Byrne - Myra Camp Josh Mostel - Harvey Anchin Roger Rees - Wyatt Scofield Olivia Birkelund - Clarissa Wagner                                     |
| Wanneer het hoofd van toelating van een privéschool wordt vermoord, gaan Green en Briscoe op onderzoek uit. Zij verdenken al snel een stel boze ouders waarvan de kinderen geen toegang kregen op deze school. Maar dan zetten zij hun vizier op de schooldirecteur als zij ontdekken dat het slachtoffer een aantal afwijzingen openbaar wilde maken. |                |                                |                                   |                  | |
| 21. | House Calls    | Jace Alexander                 | Janis Diamond                     | 7 mei 2003       | Alexis Dziena - Lena Parkova Misha Kuznetsov - Sergei Parkova Lisa Bostnar - Yolanda Parkova Michael Boatman - Dave Seaver Jonathan Hogan - dr. Ellis Heinz Jeff Blumenkrantz - dr. Friedman                            |
| Wanneer een Russisch model onder verdachte omstandigheden komt te overlijden, gaan Green en Briscoe op onderzoek uit. Zij komen uit bij een duistere dokter die haar onverantwoordelijk een recept heeft gegeven voor een pijnstiller, wat resulteerde in haar dood. |                |                                |                                   |                  | |
| 22. | Sheltered      | Richard Dobbs                  | Terri Kopp                        | 14 mei 2003      | Ty Burrell - Herman Capshaw Sebastian Stan - Justin Capshaw Lisa Emery - Meg Lafferty Trisha LaFache - Jennie Lafferty Hope Chernov - Maggie Barkman Lynn Cohen - rechter Elizabeth Mizener                             |
| Wanneer er op klaarlichte dagen vier mensen worden doodgeschoten door een sluipschutter, gaan Green en Briscoe in strijd met de klok op onderzoek uit. Zij komen een verdachte op het spoor. Het is een tiener en McCoy wil hem voor het gerecht brengen voor de moorden. Dan ontdekt hij dat de tiener vroeger ontvreemd is van zijn familie en daarna emotioneel misbruikt is door zijn ontvoerder. |                |                                |                                   |                  | |
| 23. | Couples        | David Platt                    | Lorenzo Carcaterra                | 21 mei 2003      | Carlos Leon - Rafael Celaya Otto Sanchez - Reynaldo Celaya Judith Blazer - Carla Perazzo Doug Wert - Jerry John F. O'Donohue - David Carlson                                                                            |
| Green en Briscoe hebben op één dag te maken met drie moordzaken en een ontvoering. Eén moord is verbonden aan een moordzaak van tien jaar geleden. Op het eind kunnen zij tevreden terugkijken, omdat zij in iedere zaak een bekentenis hebben afgedwongen. |                |                                |                                   |                  | |
| 24. | Smoke          | Constantine Makris             | Dick Wolf                         | 21 mei 2003      | Adam Ferrara - Monty Bender Ned Eisenberg - James Granick Jon Budinoff - Sammy Dominguez David Zayas - John Mireles Larry Miller - zichzelf James Villemaire - Harvey                                                   |
| Wanneer een kind van een populaire komiek sterft, gaan Green en Briscoe op onderzoek uit. Zij ontdekken dat het kind uit de raam is gegooid door zijn vader tijdens een woningbrand. Verder onderzoek onthult aanwijzingen van eerdere mishandelingen door zijn vader. |                |                                |                                   |                  | |